# Timoudi
Timoudi est une commune de la wilaya de Béni Abbès en Algérie.

## Géographie

### Situation
Le territoire de la commune de Timoudi est situé à l'est de la wilaya de Béchar. Son chef lieu est situé à 370 km au sud-est de Béchar.
| Kerzaz    | Kerzaz  | Ouled Aïssa, Talmine (Wilaya d'Adrar) |
| Kerzaz    | Timoudi | Ouled Khoudir                         |
| Tabelbala | Ksabi   | Ouled Khoudir                         |

### Relief et hydrographie
La ville de Timoudi est située à l'est du chott de Sebkha de Kerzzaz.

### Localités de la commune
Lors du découpage administratif de 1984, la commune de Timoudi est constituée des localités suivantes :
- Timoudi
- Boutarfaya
- Ben Abdelkader
- Lemouih

### Transports
La commune de Timoudi est traversée par la route nationale 6 (RN 6), dite « route des Oasis », qui relie la ville de Sig, située au nord-ouest de l'Algérie, à la ville de Timiaouine, située à l’extrême sud de l'Algérie à la frontière avec le Mali, via Béchar et Adrar.